# Российско-грузинская граница
Росси́йско-грузи́нская грани́ца (груз. საქართველო–რუსეთის საზღვარი) — сухопутная государственная граница между Россией и Грузией.

## История
Границы Российской империи и грузинских царств (Картли, Картли-Кахетии) начали смыкаться в XVIII веке, после присоединения Северной Осетии к России. В 1801 году Картли-Кахетинское царство вошло в состав России, а в 1818 году и Имеретинское.
8 июня 1918 года была провозглашена Грузинская демократическая республика, между РСФСР и Грузией вновь появилась граница по Кавказскому хребту (7 мая 1920 г. государства официально признали друг друга). После советизации Грузии, с 1921 года до 1991 года существовала граница между РСФСР и Грузинской ССР (с декабря 1922 эта граница оказалась внутри СССР, до 1936 Грузия в составе ЗСФСР). В 1944—1958 годах граница РСФСР и Грузинской ССР изменялась в пользу последней; так, Грузии были переданы часть территорий, с которых депортировались карачаевцы и чеченцы. В состав Грузии в этот период входили часть современной Карачаево-Черкесии (с городами Теберда и Карачаевск, который тогда назывался Клухори) и высокогорные районы современной Чечни. До и после этого периода граница двух республик проходила в основном по Главному хребту Кавказа.
После подписания «Хасавюртовских соглашений» 1996 года, положивших конец Первой чеченской войне, ставшая де-факто независимым государством Чеченская республика Ичкерия пыталась достроить автодорогу Итум-Кали — Шатили, приобретшей для неё, в условиях фактической полублокады со стороны России, стратегическое значение. Строительство участка до грузинской границы должно было предотвратить экономическую блокаду республики и на её строительство правительство ЧРИ не жалело средств. Дорога была проложена вдоль реки Аргун.

## Частично признанное изменение границы
После войны в 2008 году, когда официальное признание со стороны России как независимые государства получили республики Южная Осетия и Абхазия, граница между Грузией и Россией, с российской точки зрения, претерпела существенные изменения. С одной стороны, сократилась её длина (с 875,5 км по материку (или с морской —  то с 897,9 км) до 572,5 км), с другой — она распалась на два участка (западный и восточный), которые разделяет российско-южноосетинская граница. Де-факто это произошло и раньше, с начала 1990-х годов, когда Абхазия и Южная Осетия провозгласили независимость, а Грузия утратила контроль над их территориями. С грузинской точки зрения, российско-грузинская граница после распада СССР не менялась. Соответственно, данные точки зрения разделяются: российская — странами-членами ООН, признающими независимость Южной Осетии (кроме России, это Венесуэла, Никарагуа, Сирия и Науру) и Абхазии (вышеперечисленные страны и Вануату), а грузинская — всеми остальными государствами-членами ООН.

## КПП
На границе действует КПП для пропуска автомобильного транспорта:
- Верхний Ларс — Степанцминда[3]. КПП расположен на Военно-Грузинской дороге.

Он является единственным легальным КПП на российско-грузинской границе. Пропускная способность КПП — до семи тысяч человек, 50 автобусов и автомобилей в сутки.

## Запрет пересечения границы гражданам России в 2006
Сухопутная граница между Грузией и Россией была закрыта в 2006 году после ареста в Тбилиси российских офицеров по обвинению в шпионаже. Тогда Россия запретила ввоз грузинской продукции и остановила работу КПП «Верхний Ларс», сославшись на начало строительства нового терминала. C 1 марта 2010 г. КПП Верхний Ларс был открыт, однако пересечение границы для большинства граждан России до 1 марта 2010 г. было запрещено (исключение дипломатические работники, лица следующие в Грузию по рабочей визе, в целях лечения или близким родственникам). При этом российско-грузинская сухопутная граница полностью, без всяких ограничений была открыта для иностранных граждан (Армения, Турция, Азербайджан и др.).

## Пограничные регионы
Регионы Грузии, граничащие с Россией:
- Кахетия
- Мцхета-Мтианети
- Рача-Лечхуми и Нижняя Сванетия — де-юре
- Самегрело-Верхняя Сванетия
- Шида-Картли — де-юре
- Абхазская Автономная Республика — де-юре
- Республика Абхазия — де-факто контролируется частично признанной Республикой Абхазия, Грузией рассматривается как часть грузинской территории — Абхазская Автономная Республика
- Южная Осетия — де-факто контролируется частично признанной Республикой Южная Осетия, Грузией рассматривается как часть территорий краёв Грузии — Шида-Картли, Мцхета-Мтианети, Имерети и Рача-Лечхуми и Нижняя Сванетия

 Регионы России, граничащие с Грузией:
- Республика Дагестан
- Республика Ингушетия
- Кабардино-Балкарская Республика
- Карачаево-Черкесская Республика
- Республика Северная Осетия — Алания
- Чеченская Республика
- Краснодарский край — де-юре с точки зрения Грузии и мирового сообщества